# Отто, Кристоф Фридрих
Кри́стоф Фри́дрих О́тто (нем. Christoph Friedrich Otto; 4 декабря 1783, Шнеберг — 7 декабря 1856, Берлин) — немецкий садовник и ботаник.
С 1805 по 1843 годы Отто был куратором Ботанического сада Берлина. Вместе с Альбертом Готтфридом Дитрихом с 1833 до 1856 годы он был издателем «Allgemeine Gartenzeitung».
Род растений Ottoa Kunth семейства Зонтичные (Apiaceae), впервые описанный в работе «Nova Genera et Species Plantarum », был назван в его честь.

## Труды
- Abbildung der fremden in Deutschland ausdauernden Holzarten, 1819—1830.
- Abbildungen auserlesener Gewächse des königlichen botanischen Gartens, 1820—1828.
- Icones plantarum selectarum horti regii botanici Berolinensis (совместно с Иоганн-Генрих-Фридрихом Линком), Берлин, 1820—1828.
- Abbildungen neuer und seltener Gewächse …, 1828—1831.
- Abbildung und Beschreibung blühender Cacteen, 1838—1850.
- Abbildungen seltener Pflanzen des Königlichen botanischen Gartens …, 1840—1844.